# Лебедев, Дмитрий Ильич
Дмитрий Ильич Лебедев (1916—1998) — Герой Советского Союза, заместитель командира эскадрильи 173-го гвардейского штурмового Слуцкого Краснознамённого ордена Кутузова авиационного полка 11-й гвардейской штурмовой Нежинской Краснознамённой ордена Суворова авиационной дивизии 16-й воздушной армии 1-го Белорусского фронта, гвардии старший лейтенант.

## Биография
Родился 27 октября 1916 года в деревне Морозиха Шеломовской волости Кинешемского уезда Костромской губернии, ныне Заволжский район Ивановской области в семье рабочих- текстильщиков. Русский.
Окончил Кинешемский текстильно-экономический техникум и по распределению уехал в город Барнаул. Здесь работал на текстильном комбинате, окончил аэроклуб. Затем учился в Ульяновской школе лётчиков-инструкторов ОСОАВИАХИМа. После выпуска работал инструктором аэроклуба города Семипалатинска в Казахстане.
В 1939 году призван в Красную Армию и направлен в авиационное училище. В 1941 году окончил Чкаловскую военную авиационную школу пилотов как пилот бомбардировщика СБ. С началом войны пришлось переучиваться на новый самолёт — грозный штурмовик Ил-2.
На фронтах Великой Отечественной войны с января 1943 года. Боевое крещение получил под городом Ельцом. Затем были Курская битва, форсирование Днепра, освобождение Польши.
К победному маю 1945 года гвардии старший лейтенант Лебедев совершил 108 боевых вылетов на штурмовку железнодорожных эшелонов, скоплений войск противника, нанёс большой урон в живой силе и технике. За годы войны был четыре раза сбит, но ни разу серьёзно не ранен.
После войны остался в армии. В 1947 году окончил Краснодарскую высшую офицерскую школу штурманов, освоил реактивную технику. Последний самолёт, на котором летал капитан Лебедев — МиГ-21. В 1957 году уволен в запас.
Приехал жить в город Воронеж. Работал в троллейбусном парке. В 1960 году провёл по улицам Воронежа первый троллейбус. Затем работал в Политехническом институте. Член КПСС с 1956 года.
Умер 3 декабря 1998 года. Похоронен в Воронеже, на Коминтерновском кладбище.

## Награды
- Указом Президиума Верховного Совета СССР от 15 мая 1945 года за образцовое выполнение заданий командования и проявленные мужество и героизм в боях с немецко-фашистскими захватчиками гвардии старшему лейтенанту Дмитрию Ильичу Лебедеву присвоено звание Героя Советского Союза с вручением ордена Ленина и медали «Золотая Звезда» (№ 7532).
- Награждён двумя орденами Красного Знамени, двумя орденами Отечественной войны 1-й степени, двумя орденами Красной Звезды, медалями.

## Память
- В 2000 году имя Героя присвоено троллейбусному парку № 1 города Воронежа.